# RGyud-bZhi

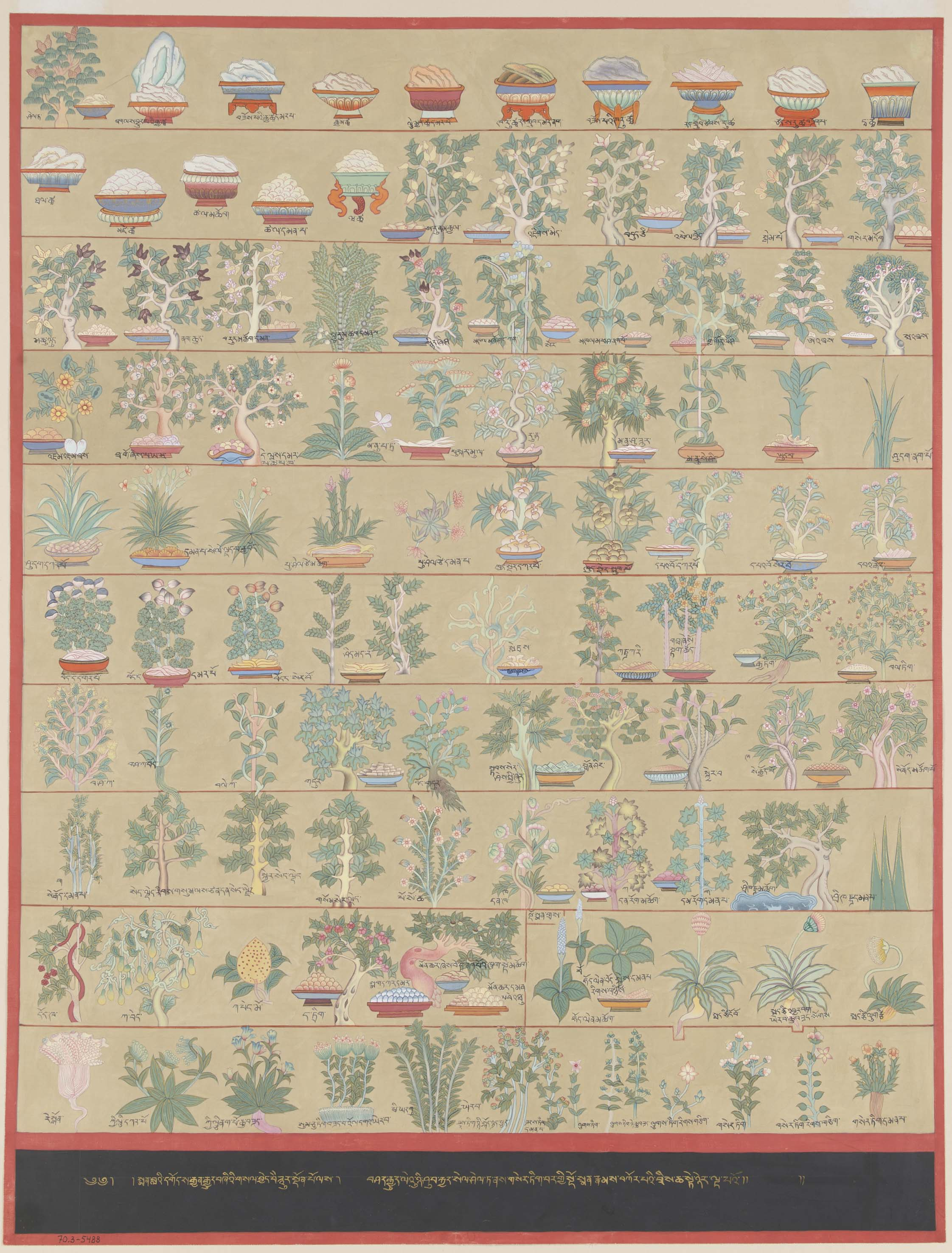
Las plantas de la medicina tibetana, ilustración realizada en el Beryl azul por Sangyé Gyatso

El rGyud-bZhi o "Cuatro Tantras Médicos" ( tibetano  : རྒྱུད་ བཞི; Wylie: rgyud bzhi) es un tratado de medicina tibetana escrita por Chandranandana en sánscrito en la continuidad de la ayurveda clásica, enriquecida por los siddhas indio budistas e hizo el traductor tibetano Vairotsana.
Vairotsana tradujo el libro del sánscrito ahora desaparecido al tibetano como el rGyud-bZhi. Los "Cuatro Tantras Médicos" que es la estructura principal de la medicina tradicional tibetana. No ha sido posible verificar la exactitud de la traducción, el libro tibetano tiene una importancia aún mayor ya que se ha conservado hasta nuestros días.··.
Yutok Yonten Gonpo (708-833), fue el médico nombrado por Vairotsana de quien recibió los "Cuatro Tantras Médicos", que incorpora diversos elementos de medicamentos asiáticos, especialmente los de Persia, la India y China. Este libro incluye un total de 156 capítulos en forma de 80 pinturas y thangkas. Fue modificado y completado por las generaciones posteriores.
Yuthok Yontan Gonpo el Joven nació en 1126 y 13º descendiente de Yuthog Yontan Gonpo, considerado uno de los más grandes médicos desde su antepasado, que estuvo estudiando medicina, particularmente en la India y Nepal,  completó la rGyud-bZhi.